# Zenon Lorek
Zenon Lorek (ur. 1948) – polski działacz państwowy i samorządowy, naczelnik gminy Włoszakowice (1973–1982), prezydent Leszna (1982–1990).

## Życiorys
Pochodzi z rodziny rolniczej z Ziemnic, jego ojciec działał w spółdzielni produkcyjnej. Ukończył zaoczne magisterskie studia inżynierskie na Akademii Rolniczej w Poznaniu. Do końca 1972 pełnił funkcję szefa Wydziału Mechanizacji i Koordynacji w fabryce pomp POM Leszno. Z dniem 1 stycznia 1973 objął stanowisko naczelnika gminy Włoszakowice. 11 stycznia 1982 przeszedł na fotel prezydenta Leszna, zajmował go do czasu transformacji ustrojowej w 1990. W III RP pracował m.in. w poznańskim oddziale Agencji Nieruchomości Rolnych.
Jego teściem został Jan Stawiski z Nowej Wsi.